# بندير

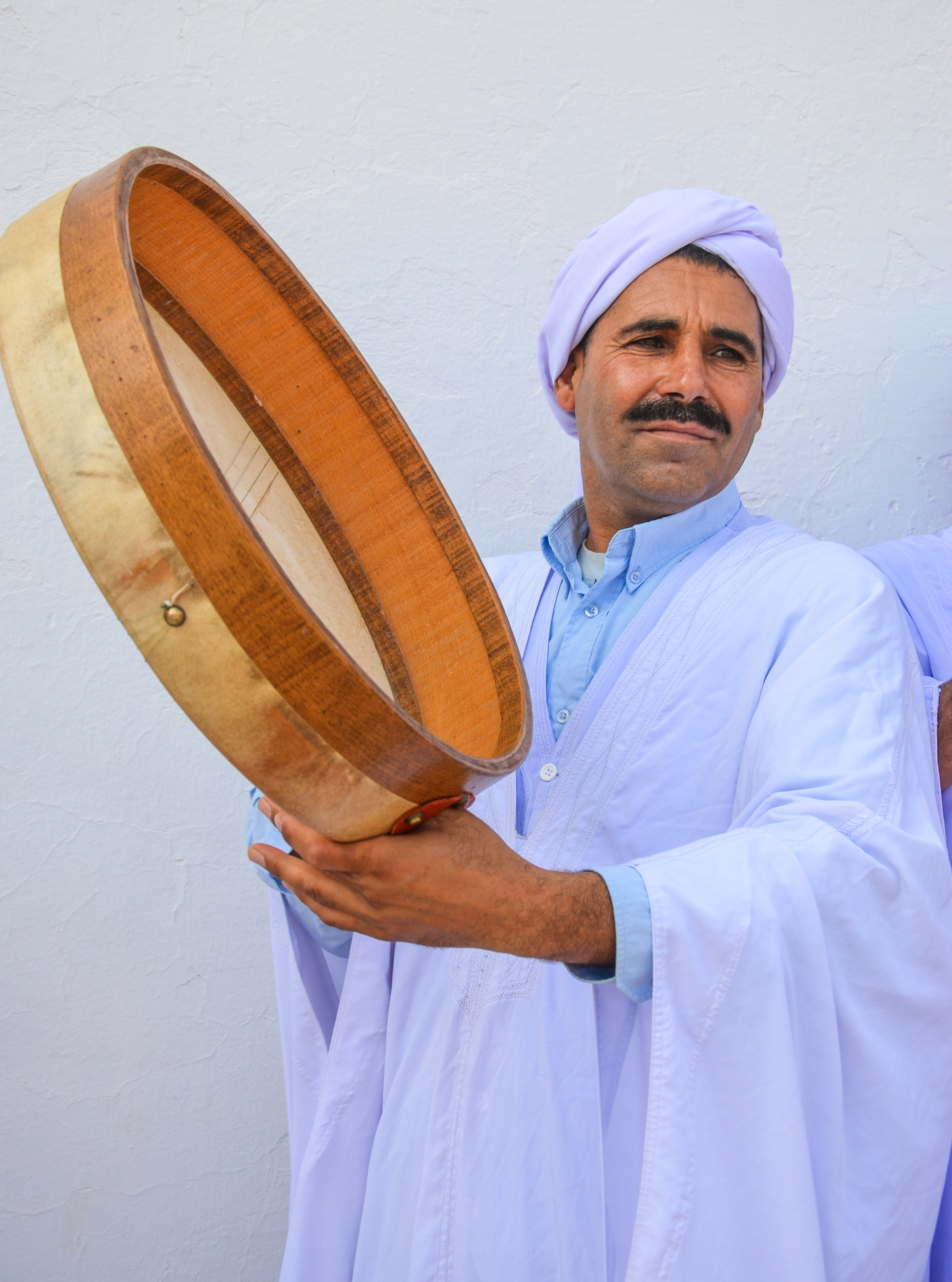
رجل يلعب بالبندير

البندير آلة موسيقية ايقاعية تستعمل في العالم العربي في الغناء الصوفي والمديح والموسيقى الشعبية.وتصنع في غالب الأحيان من الخشب وجلد الماعز.

## طريقة الصنع
يتركب البندير من إطار خشبي مستدير يكسوه جلد ماعز، يمتد تحته وتران وأحيانا ثلاثة أوتار من معي أو مصران الحيوان بشكل متقابل على طول القطر بغرض إحداث اهتزازات صوتية عند النقر وعلى حاشيته ثقب يولج فيه الناقر إبهام يده اليسرى. يختلف حجم البندير باختلاف المناطق، ففي القبائل مثلا قطره يساوي 40 سم، وفي الجنوب من 60 إلى 65 سم. وفي كثير من الأحيان يزين الجلد بزخارف ورموز من خضاب الحناء.

## كيفية العزف
يدخل الموسيقي الذي يستعمل الإبهام في الثقوب الموجودة في الإطار الخشبي وهو يمسك الطبلة بشكل عمودي، ويضرب بالأصابع الأخرى على الجلد ليحصل على النغمات الواضحة والخفيفة حسب الموضع على الحافة أو وسط الآلة.
يعمد الناقرون في العادة إلى تعريض جلود البنادير للحرارة قبل استخدامها، ثم يضربون عليها على طرائق، أبرزها:
- النقر على وسط البندير بالسبابة اليمنى: ويحدث ذلك رنات صوتية عميقة الدرجة.
- النقر على حاشيته بالبنصر والخنصر والوسطى من اليد: وبحدث ذلك رنات متوسطة الحدة.

## المنطقة
البندير منتشر في كل شمال افريقيا والمشرق العربي. ولا يستخدم البندير عادة في طرب الآلة، ولكنه ـ مقابل ذلك ـ يستعمل في كثير من أنماط الغناء والاغاني الشعبية الليبية والحضاري (من الحضرة) الدينية.

يخصص البندير لضبط الإيقاع الموسيقي، ويدعم الرقصات البربرية والبدوية ويرافق أيضا أغاني الطلبة الدينية لبعض الجامعات، أمام الجمهور، الرجال هم الذين يستعملون البندير، أما النساء اللواتي يحسنّ الضرب عليه فيحيين الحفلات العائلية كالأعراس وحفلات الختان متفرقين عن الرجال ويصاحب ضرب البندير أغاني من التراث والزغاريد.

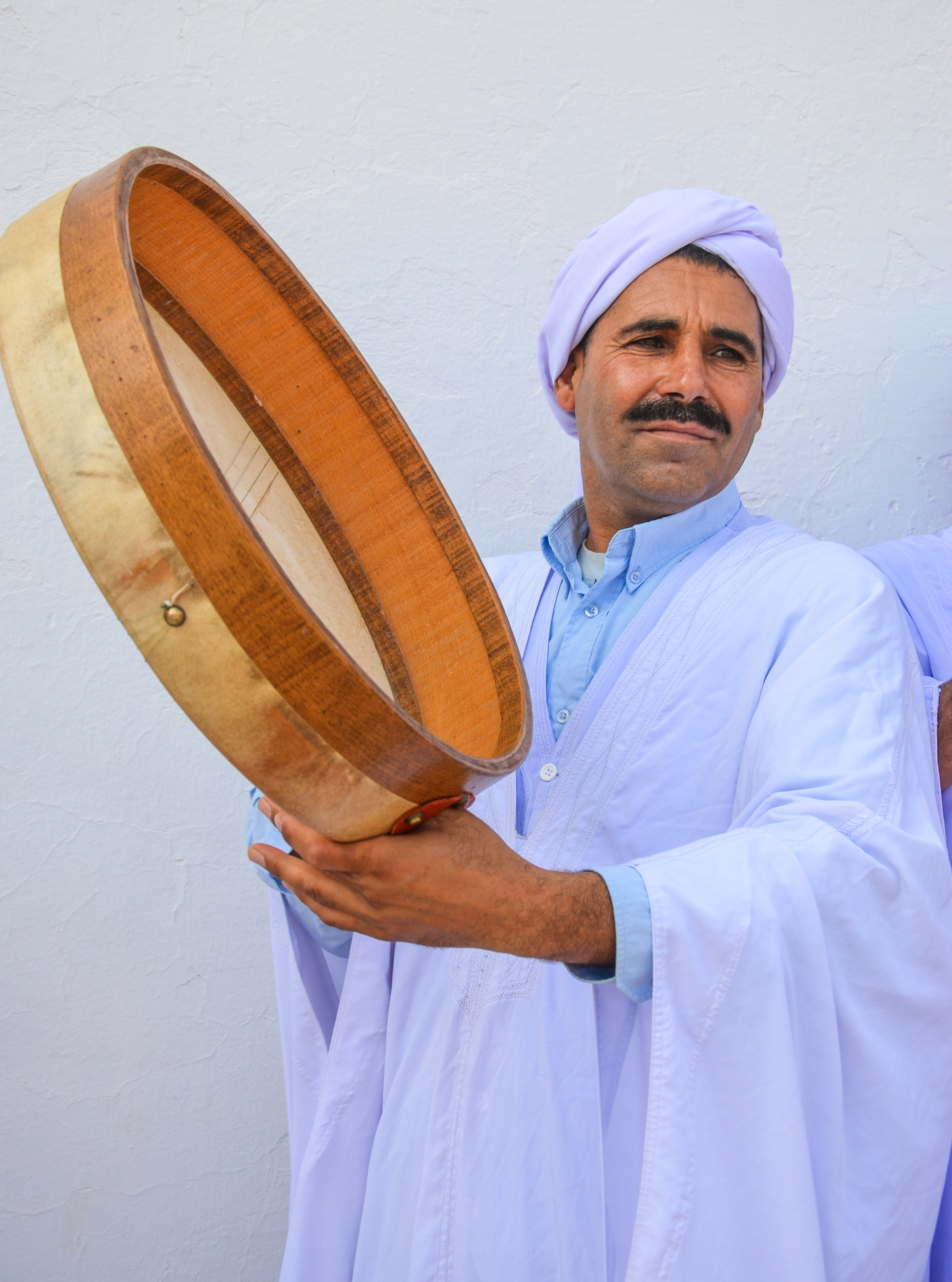
رجل يحمل آلة البندير
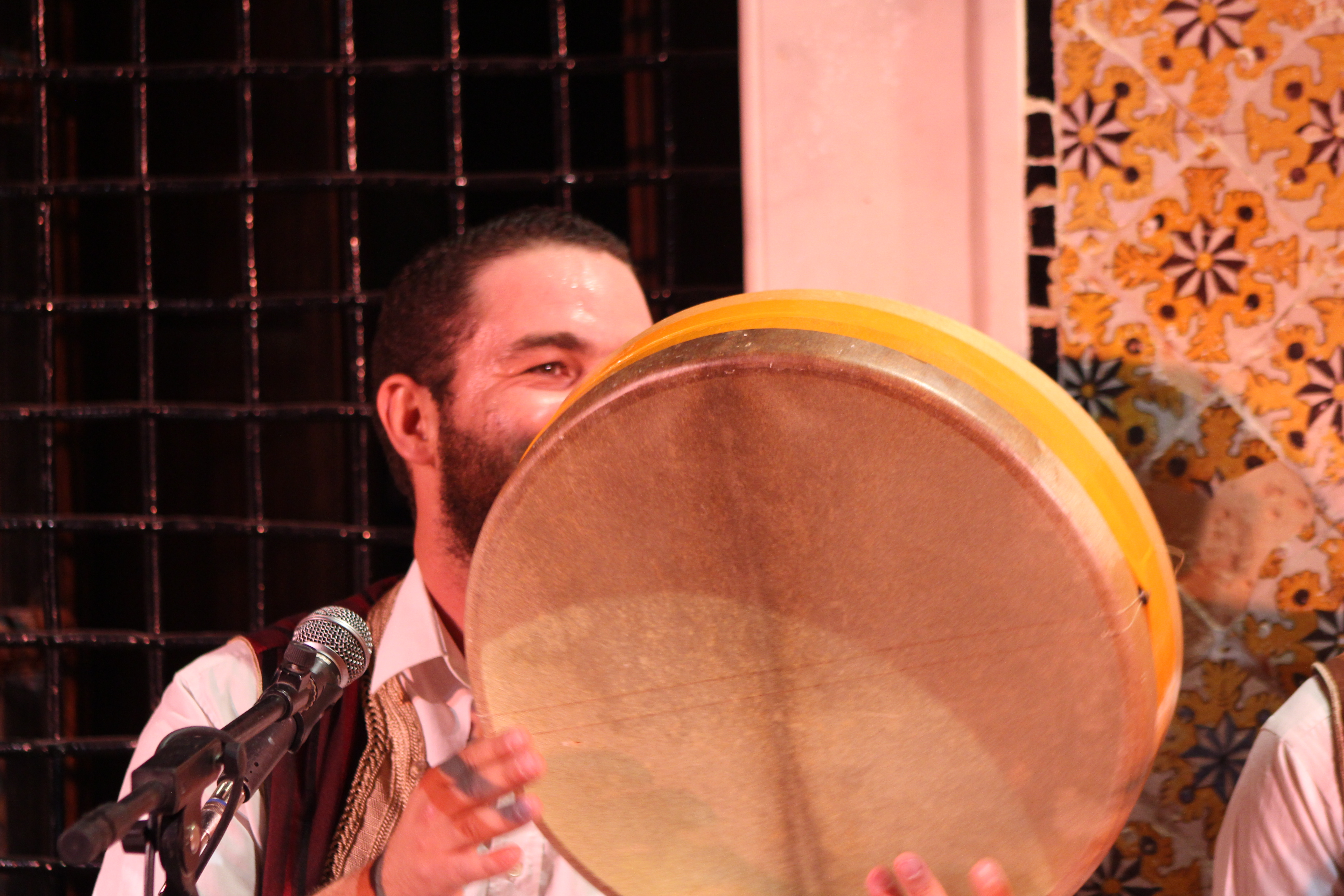
بندير تونسي في احدى الحفلات
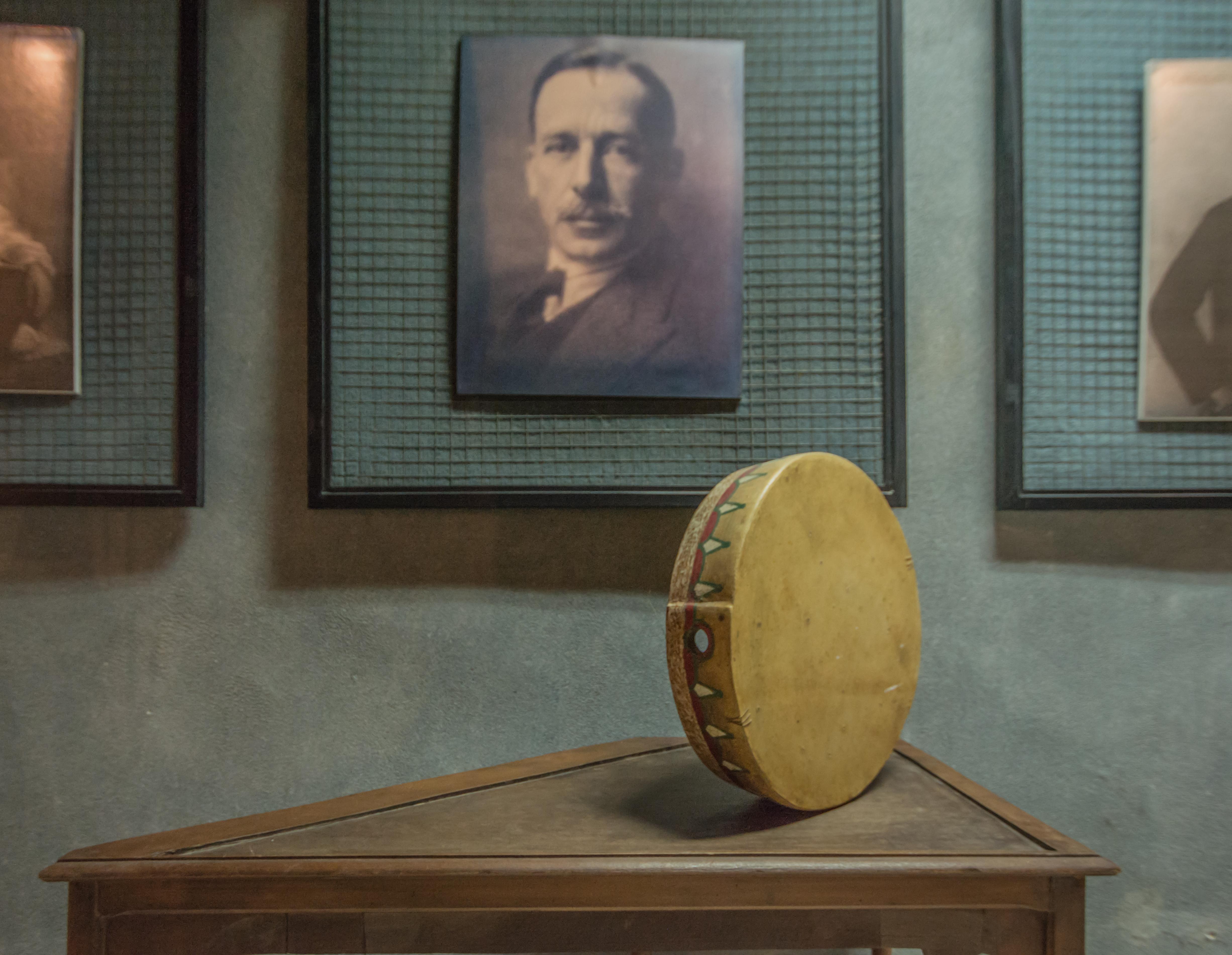
بندير نوع من الدف يستعمل في المغرب
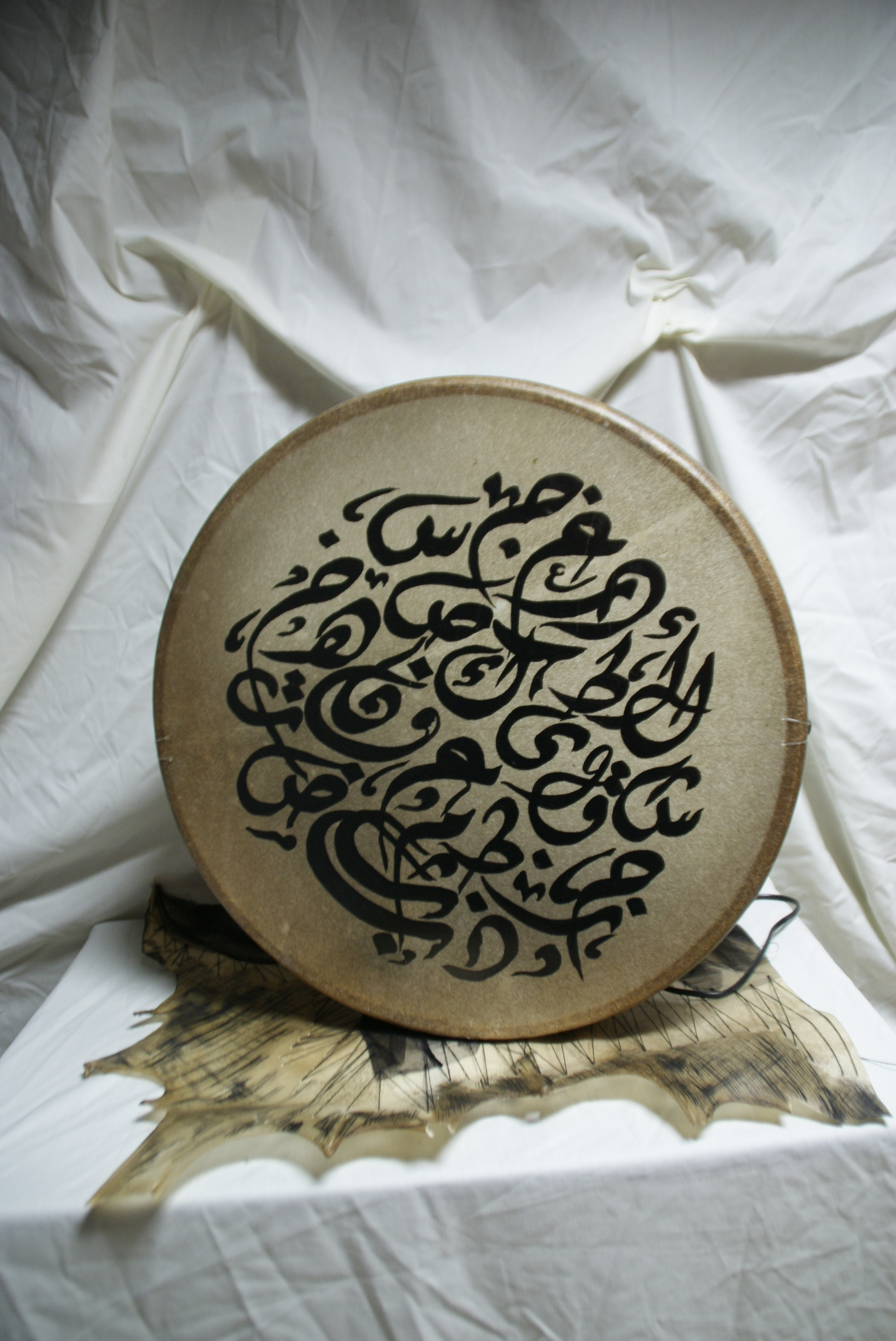
بندير مزخرف بكتابة عربية
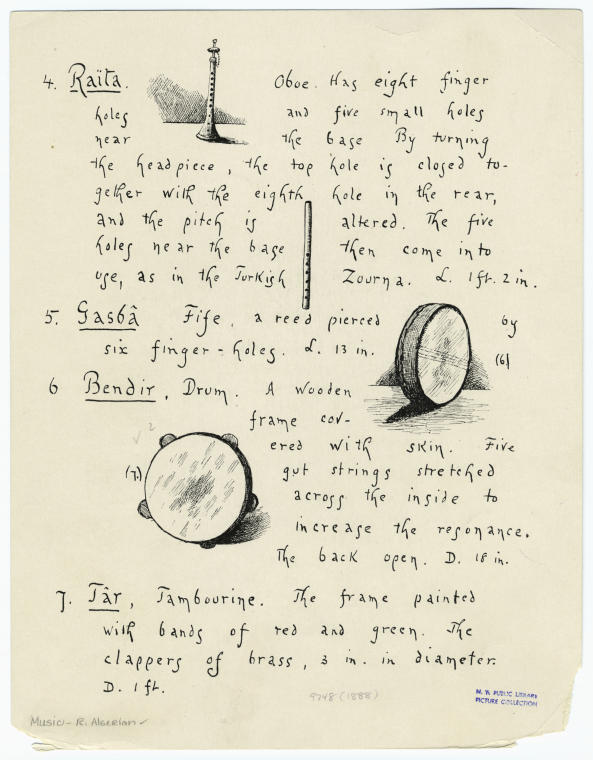
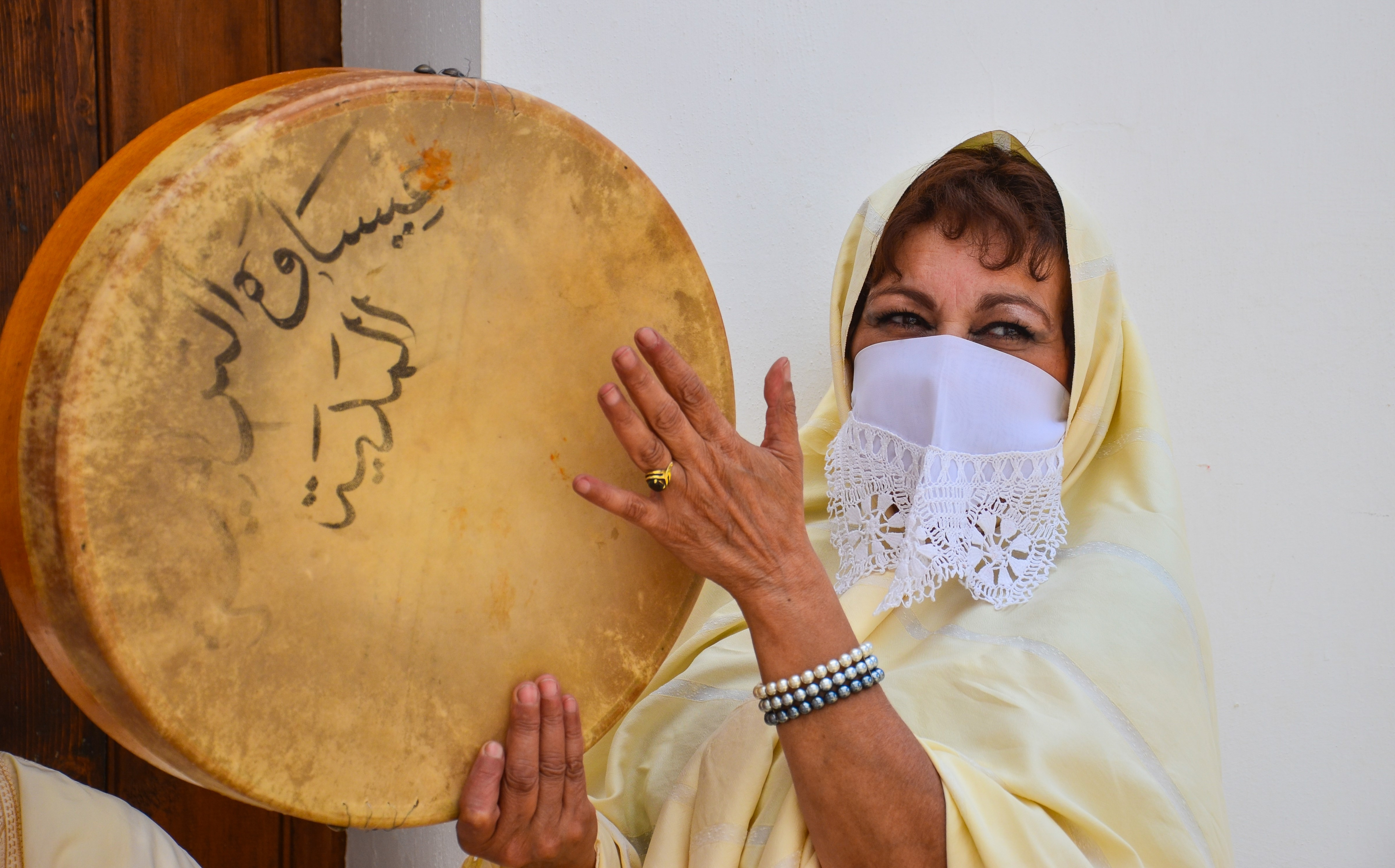
امرأة تطبل بالبندير
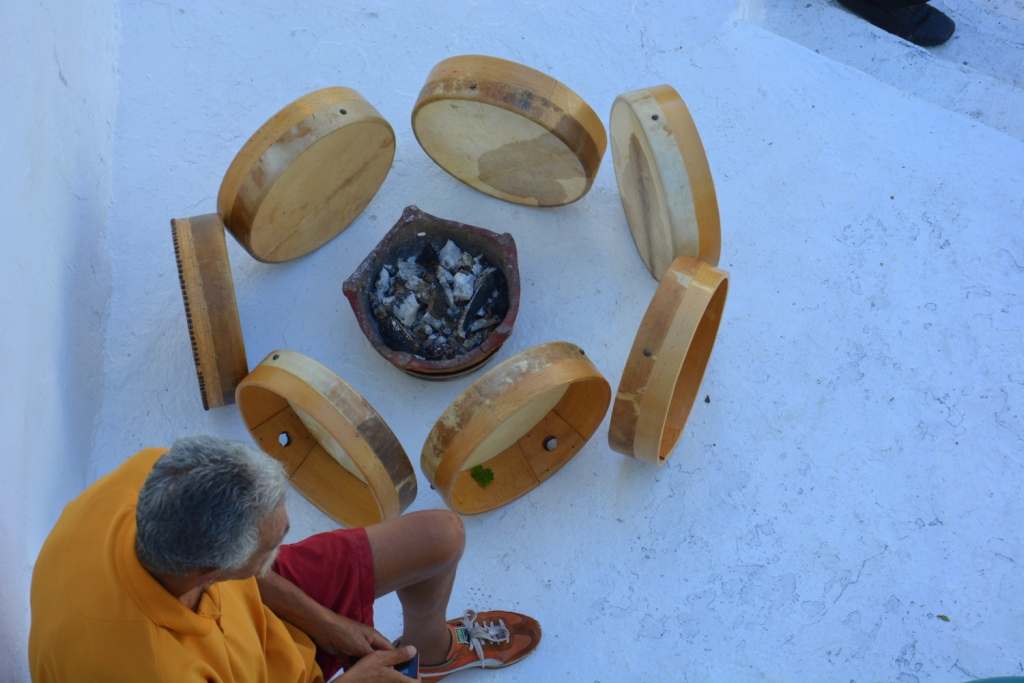
عملية تسخين البنادر قبل العزف
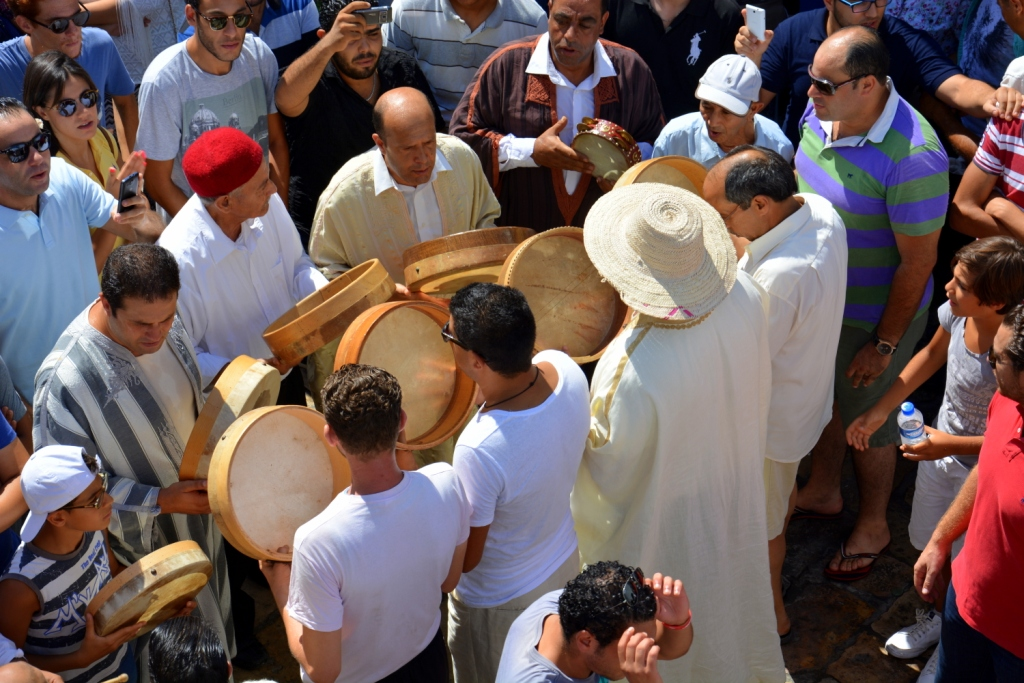
استعمال البندير في احدى الحفلات